# Шохіста Ходжашева
Шохіста Ходжашева (нар. 3 лютого 1995, Казахстан) — казахстанська футболістка, виступала на позиції захисниці турецького клубу «Гаккарігюджуспор» та національної збірної Казахстану.

## Клубна кар'єра
На батьківщині виступала за «Окжетепес».
17 жовтня 2018 року приєдналася до «Гаккарігюджуспора» з південного-сходу Туреччини, яка виступала в Першій лізі Туреччини. 27 жовтня 2020 року покинула Туреччину та повернулася до Казахстану. У квітні 2021 року повернулася до Туреччини, щоб грати за свою колишню команду «Гаккарігюджуспора» з Жіночої ліги Туреччини сезону 2020/21.

## Кар'єра в збірній
Виступала в складі жіночої збірної Казахстану, де зіграла 5 матчів у кваліфікації чемпіонату світу 2019 року.

## Статистика виступів

### Клубна
Станом на 12 січня 2022.
| Клуб               | Сезон   | Ліга       | Ліга  | Ліга | Континентальні | Континентальні | У збірні | У збірні | Загалом | Загалом |
| Клуб               | Сезон   | Дивізіон   | Матчі | Голи | Матчі          | Голи           | Матчі    | Голи     | Матчі   | Голи    |
| ------------------ | ------- | ---------- | ----- | ---- | -------------- | -------------- | -------- | -------- | ------- | ------- |
| «Гаккарігюджуспор» | 2018–19 | Перша ліга | 15    | 2    | -              | -              | -        | -        | 15      | 2       |
| «Гаккарігюджуспор» | 2019–20 | Перша ліга | 15    | 4    | -              | -              | -        | -        | 15      | 4       |
| «Гаккарігюджуспор» | 2020–21 | Перша ліга | 3     | 0    | -              | -              | -        | -        | 3       | 0       |
| «Гаккарігюджуспор» | 2021–22 | Суперліга  | 5     | 1    | -              | -              | -        | -        | 5       | 1       |
| «Гаккарігюджуспор» | Загалом | Загалом    | 38    | 7    | -              | -              | -        | -        | 38      | 7       |